# Staurastrum sublongipes
Staurastrum sublongipes là một loài Song tinh tảo trong họ Desmidiaceae, thuộc chi Staurastrum.